# Béléa
Béléa ist einer der höchsten Berge der Insel Anjouan im Inselstaat Komoren.

## Geographie
Der Berg liegt im Zentrum der Insel zusammen mit Mont Ntringui (1317 m), Paharoni (1291 m) oberhalb des Dzialandzé. Nach Osten fallen die Hänge steil ab nach Koni-Djodjo hin.